# Котон клуб
Котон клуб (енгл. The Cotton Club) или Клуб бандита, амерички је филм из 1984. године у режији Френсиса Форда Кополе, по његовом и сценарију Вилијема Кенедија. Главне улоге тумаче Ричард Гир, Грегори Хајнс, Дајен Лејн и Лонет Меки.

## Радња
Радња филма се врти око стварно постојећег Котон клуб-а; многи ликови имају прототипове из стварног живота у америчкој историји 1920-их.
Радња се одвија 1928-1930. Главни лик је трубач Мајкл „Дикси” Двајер, којег му зближава један од шефова америчке мафије „Дач Шулц”. Пред Диксијем је бриљантна музичка и глумачка каријера, али се на своју несрећу заљубљује у Дачову девојку Веру Цицеро.
Ова љубавна афера одвија се током рата између Дача Шулца, власника Котон клуба Оунија Медена и других мафијашких босова. Вера и Дикси се налазе између камена и наковња.
Друга прича је прича о два брата - клупским играчима, степ плесачима Сендмену и Клеју Вилијамсу, као и о романтичној вези Сендмена и мулаткиње Лиле. Главни догађаји радње одвијају се у позадини музичких изведби који се играју на клупској сцени.